# 鶏林
鶏林（けいりん、ハングル: 계림〈ケリム〉）は、韓国の慶尚北道慶州市校洞（ハングル: 교동〈キョドン〉）に位置する新羅時代の伝説の林である。1963年1月21日、大韓民国指定史跡第19号に指定された。2000年11月、国際連合教育科学文化機関（ユネスコ、UNESCO）の世界遺産（文化遺産）に登録された慶州歴史地域（慶州歴史遺跡地区、ハングル: 경주역사유적지구）の月城地区に位置する。
「鶏林（鷄林）」の呼称は、鶏が鳴いたことで慶州金氏の始祖となる金閼智（きんあっち〈キムアルチ〉）を得たことによるとされ、新羅を指す国号にも使われた。この新羅の建国時代からの林として、面積2万3023平方メートルが史跡に指定され、今日、ヤナギやケヤキの高木が繁茂している。
鶏林の西側には、第17代奈勿（なもつ〈ネムル〉、在位356-402年）の陵とされる奈勿王陵があり、さらに鶏林より北西方向には、金氏初代新羅王の陵といわれる味鄒王陵が位置する。

## 歴史と伝承

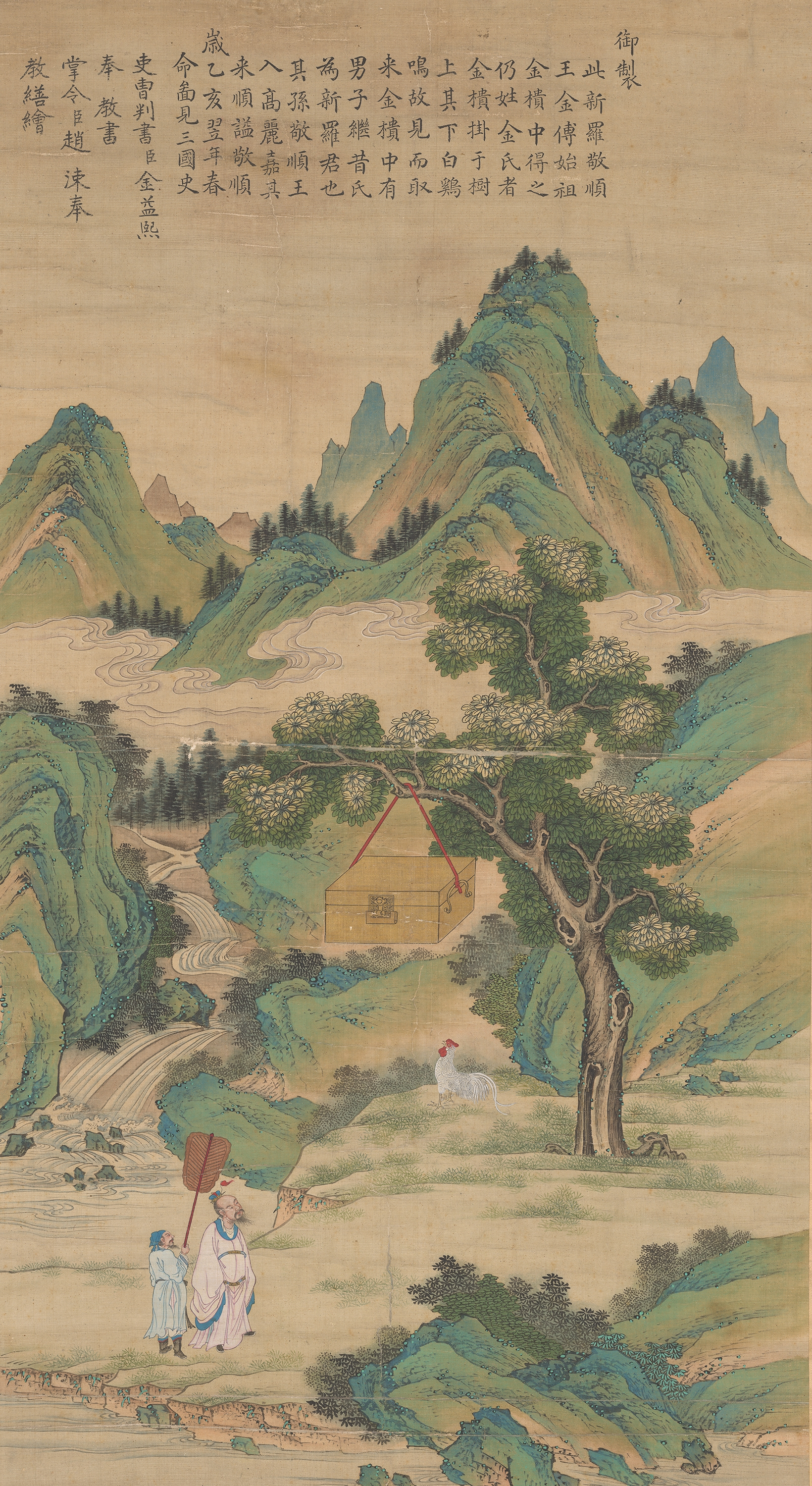
「金櫃図」趙涑、1636年（国立中央博物館）
慶州金氏の始祖、金閼智の出生説話を描く。

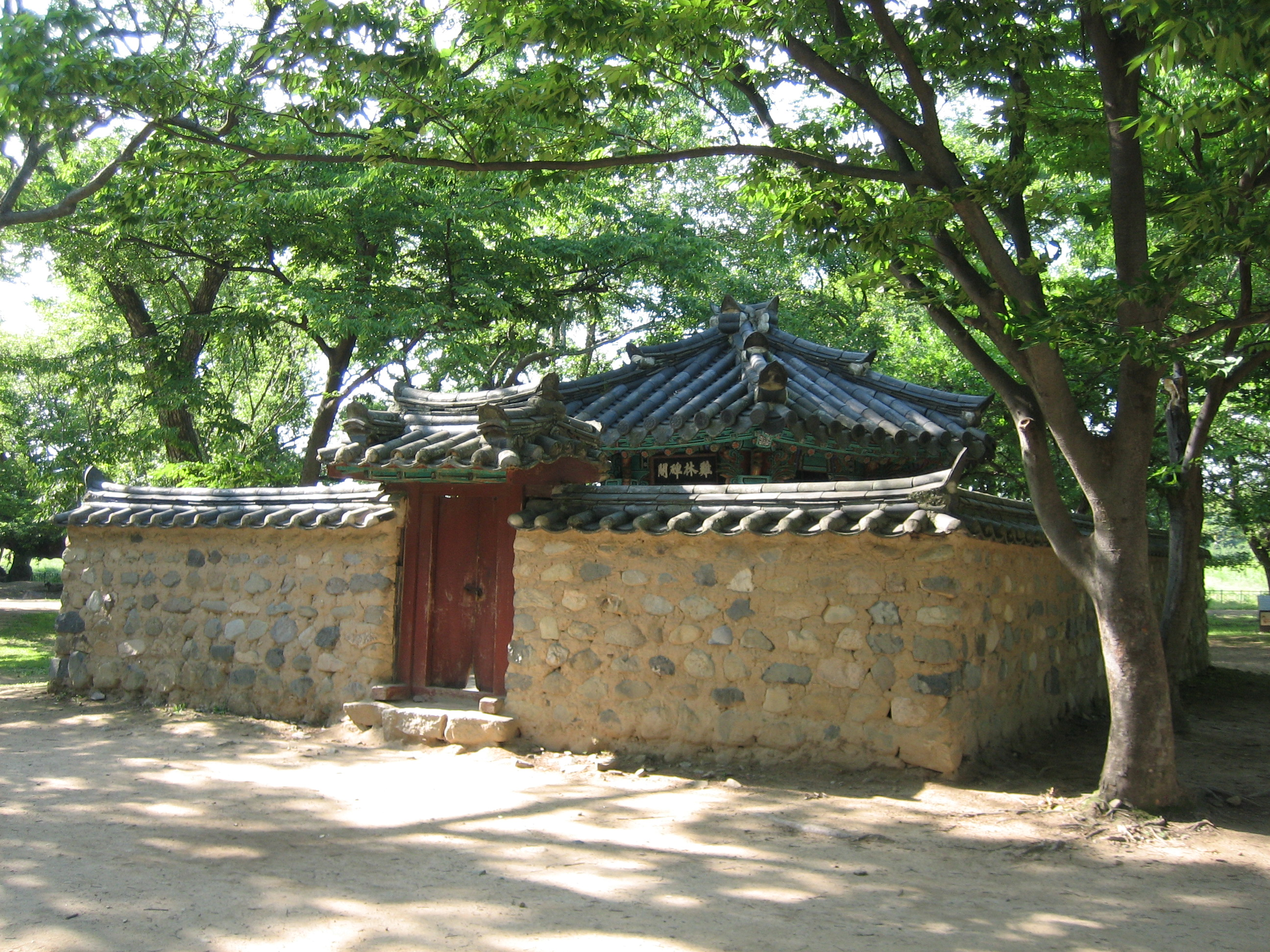
鶏林碑閣

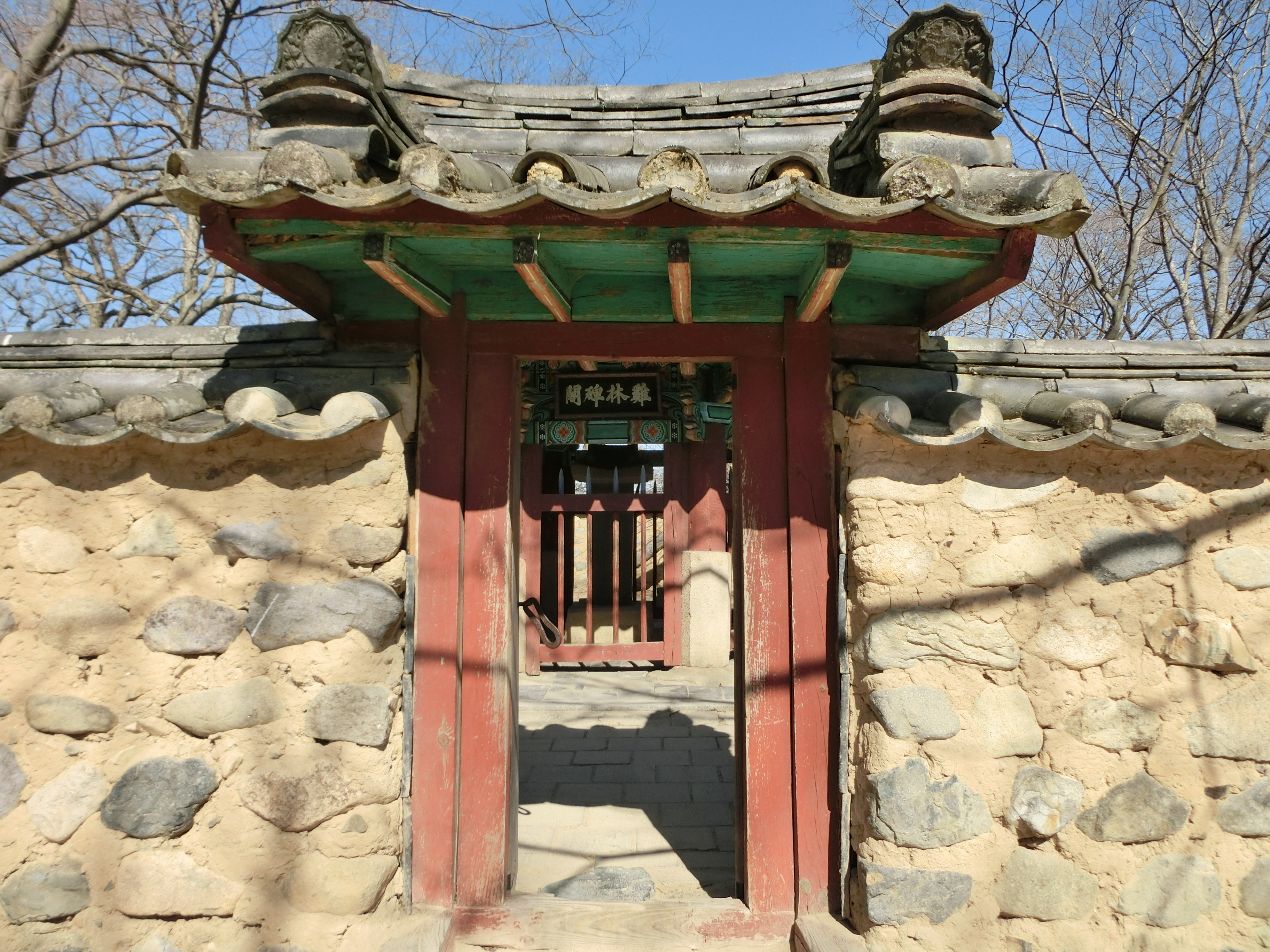
金閼智生誕の碑を祀る。

慶州金氏の始祖である金閼智の出生譚により知られる鶏林は、もともと始林（シリム）と称されていたとされる。『三国史記』によれば、脱解尼師今9年（西暦65年）春3月のある夜、王が金城の西の始林で鶏の鳴く声を聞き、夜明けに瓠公（ここう〈ホゴン〉）を向かわせると、金色の小箱（櫝〈櫃〉）が木の枝に掛かり、その下で白い鶏が鳴いていたと王に報告した。その箱を取りに行かせて開けると中に小さな男児がいた。王は大変喜び、天から授かった子として養い、大きくなり聡明で機知に富むようになると閼智と名づけ、金の箱から出現したことから姓を金氏とした。そして始林を鶏林に改名して国号としたという。
『三国遺事』においては、永平3年（西暦60年）庚申8月4日、瓠公が夜に月城の西の里に行くと、始林（鳩林とも）に大きな光を見た。紫色の雲が天から地へと垂れ込め、雲の中には金色の箱（櫝）があり、その木の枝に掛かった箱から光が出て、木の下で白い雉（キジ）が鳴いていた。これを王に報告すると、王は始林に出向いた。そして箱を開けると中に臥していた男の子がすぐに立ち上がった。それが新羅始祖の赫居世（かくきょせい 〈ヒョッコセ〉、在位前57-後4年）誕生の故事と同じようであったことから、赫居世が生誕の際に初めて称したとされる言葉にちなんで閼智と名づけた。王は小児を抱いて王宮に帰り、鳥や獣がそれにつき従い喜び踊っていた。王は吉日を選んで閼智を太子としたが、後にその位を婆娑（ばさ〈パサ〉、在位80-122年）に譲り、王位につかなかった。そして金の箱から出てきたことにちなんで姓を金氏としたと記される。
その後、金閼智の第7代（7世孫）味鄒（みすう〈ミチュ〉、在位262-284年）が、金氏で初めて第13代新羅王となり、後には王位に就く三姓（朴・昔・金）のうち、金氏が主に新羅王を継承していった。金氏の始祖降臨の聖地とされる鶏林には、閼智の生誕を記念する石碑が、李朝の純祖3年（1803年）に建立され、今日、鶏林碑閣に祀られている。